# Архангельське сільське поселення (Ісетський район)
Арха́нгельське сільське поселення (рос. Архангельское сельское поселение) — муніципальне утворення у складі Ісетського району Тюменської області, Росія.
Адміністративний центр та єдиний населений пункт — село Архангельське.

## Населення
Населення — 767 осіб (2020; 804 у 2018, 838 у 2010, 912 у 2002).